# TVP Info
TVP Info ist der Nachrichten- und Informationssender des polnischen öffentlich-rechtlichen Fernsehens TVP. Der Sender hat seinen Sitz in Warschau und sendet seit 2007.

## Geschichte
Der Sender startete am 6. Oktober 2007 um 6:00 Uhr und ersetzte den Sender TVP3. Da TVP3 die Regionalfenster von TVP ausstrahlte, wurden diese von TVP Info übernommen und die Namen und das Design angepasst. Bis zum 31. August 2013 wurden auf TVP Info die Regionalfenster des TVP ausgestrahlt. Vom 1. September 2013 bis 2. Januar 2016 wurden diese auf dem wieder eingeführten Sender TVP Regionalna ausgestrahlt und aus dem Programm von TVP Info ausgelagert. Seit dem 2. Januar 2016 werden die Regionalfenster auf dem wieder eingeführten Sender TVP3 ausgestrahlt.
Am 20. Dezember 2023 wurde der Sender im Rahmen der Entlassung des Führungspersonals vorläufig abgeschaltet. Polnische Medien berichteten von einer anscheinend spontanen und beispiellosen Programmänderung. Am 29. Dezember 2023 um 19:30 Uhr wurde die Ausstrahlung des Senders mit der Übernahme der TVP1-Hauptnachrichten 19.30 wieder aufgenommen. Im Programm wurden sowohl das Design als auch die Inhalte vollständig verändert. Auch Redaktionen und Moderatoren wurden ausgetauscht. Das Programm wurde zunächst in reduziertem Umfang aufgenommen und soll kontinuierlich ausgebaut werden. Bisher kommen die Nachrichten aus dem TVP-Gebäude in der Woronicza-Straße in Warschau.
Am 16. August 2024 gab Telewizja Polska bekannt, dass es den Start von TVP Info aus einem neuen Studio und in einer neuen Umgebung vorbereitet. Tomasz Sygut kündigte an, dass sich gleichzeitig auch das Logo von TVP Info ändern werde. Dies wird die erste vollständige Logoänderung nach der polnischen öffentlich-rechtlichen Medienkrise 2023 sein. Die Live-Übertragungen des Senders bleiben am gleichen Ort.  Die ersten neuen Programme der Herbstsaison wurden am 9. September 2024 gestartet. Änderungen am Logo und Studio fanden am 30. September 2024 statt und wurden aus Studio S-11, TVP-Hauptquartier, ausgestrahlt.

## Sendungen
Zuletzt wurde das Programm Anfang September 2024 umgestaltet. Es gibt Gemeinschaftsproduktionen mit den TVP3-Regionalstudios – Polska o poranku („Polen am Morgen“, 7:30 Uhr), Dzień w godzinę („Der Tag in einer Stunde“, 16:00 Uhr) und Polska nocą („Polen bei Nacht“, 23:00 Uhr). Es gab auch eine Nachmittagsnachrichtensendung um 19:30 Uhr unter dem Namen 14.30 und die zwischenzeitlich eingestellte 18:00-Uhr-Ausgabe von Panorama wurde wieder übertragen. Von Montag bis Freitag kam um 20:18 Uhr eine Nachrichtensendung, um 21:00 Uhr die neue Satiresendung Kwiatki Polskie („Polnischer Blumen[-strauß]“), um 21:45 Uhr die Hauptausgabe von Panorama und um 22:25 Uhr die Sendung Oko na świat („Blick auf die Welt“).
Teile der Nachrichten werden auch mit Gebärdensprache gesendet.

## Empfang
Der Sender ist über DVB-T, sowie über Kabel und unverschlüsselt über Eutelsat W3A und war bis Ende 2014 auch über Astra empfangbar. Darüber hinaus ist der Sender auch frei über Internet empfangbar, beispielsweise über TVP VOD auf der TVP-Website oder über die App TVP Go.

## Senderlogos

Logo von 2007 bis 2023
Logo von 2023 bis 2024
Logo seit 30. September 2024